# Conquer Online
Conquer Online é um jogo eletrônico de MMORPG. Inicialmente lançado na China pela empresa NetDragon Websoft, há alguns anos o jogo foi também transferido para servidores americanos, transformando-se assim num jogo "global", isto é, quaisquer pessoas que falem um mínimo de inglês podem jogá-lo. No entanto, mesmo nos servidores de língua inglesa é muito fácil encontrar jogadores de língua portuguesa. Dado o grande número de portugueses e brasileiros presentes na comunidade, existe até mesmo uma Guild (Clã) só com jogadores portugueses. Existem servidores oficiais de Conquer em português, chinês, inglês, japonês, espanhol e francês.
A versão brasileira, traduzida para o português foi feita pela empresa brasileira Global Games, que trouxe o jogo oficialmente para o Brasil sob o nome de "Conquest Online", inicialmente em Closed Beta.
O jogo é muito similar a todos os maiores RPGs de sucesso (como Tibia, RuneScape e Mu Online). O jogador começa escolhendo as classes existentes no jogo: archer (arqueiro), taoist  (mago), trojan  (Troianos), warrior  (Guerreiros), monk (monge), ninja (Ninja), Lutador (Dragon Warrior), pirate (pirata), windwalker e thunderstriker no qual inicia uma jornada em busca do nível mais alto (140), e então poderá renascer ao atingir nível 120, somente o water "reborna" (renasce) no 110. Quando você "rebornar" para mesma classe que estava você ganha uma skill especial.
Além desse renascimento também chamado "Reborn" ("Rb"), há o 2°, ou seja, você pode ser ate 3 classes. Quando se renasce as 2 vezes, repetindo a mesma raça 3 vezes toma o nome de "pure", ou seja, water-water-water, trojan-trojan-trojan e etc.
É um jogo calmo e bom para se divertir (com exceção do sistema de PK que às vezes pode irritar) e claro que, como todos os jogos online, há o famoso "GM", ou seja, "Game Master" ou "Game Manager" (gerentes) no caso do conquer, que tem a função de controlar o jogo e também cuidar para que não se usem certos tipos de trapaças como o ganho de dinheiro livre.
Possui sistema de PK livre (com exceção de Twin City principal cidade do jogo onde não pode se dar PK), você pode matar qualquer um sem que perca seus itens, a penalidade é de 10 PKP (PK points) por jogador, 5 pkp por inimigo e 3 pkp por Guild Enemy (jogador da guilda ou grupo inimigo), quando se chega aos 30 seu nome fica vermelho e aos 100, preto, se te matarem ou os guardas te pegarem, você vai preso e terá que esperar os pk points baixar até ficar branco (29 ou menos) (1 pkp a cada 6 minutos).